# Matt D'Agostini
Matthew "Matt" D'Agostini, född 23 oktober 1986, är en kanadensisk professionell ishockeyspelare som spelar för Buffalo Sabres i NHL. D'Agostini har tidigare spelat för Montreal Canadiens, St. Louis Blues, New Jersey Devils och Pittsburgh Penguins.
Han draftades i sjätte rundan i 2005 års draft av Montreal Canadiens som 190:e spelare totalt.